# Czersk (gmina)
Czersk – gmina miejsko-wiejska w województwie pomorskim, w powiecie chojnickim. W latach 1975–1998 gmina położona była w województwie bydgoskim.
W skład gminy wchodzi 18 sołectw: Będźmierowice, Gotelp, Gutowiec, Klaskawa, Krzyż, Kurcze, Lipki, Łąg, Łąg-Kolonia, Łubna, Malachin, Mokre, Mosna, Odry, Rytel, Wieck, Zapędowo, Złotowo
Siedziba gminy to Czersk.
Według danych z 2014 roku, gminę zamieszkiwało 21 202 osób.

## Struktura powierzchni
Według danych z roku 2002 gmina Czersk ma obszar 379,85 km², w tym:
- użytki rolne: 29%
- użytki leśne: 62%

Gmina stanowi 27,84% powierzchni powiatu.

## Miejscowości
| Tabela 1. Miejscowości podstawowe oraz ich integralne części w administracji gminy Czersk-obszar wiejski                                                                                  | Tabela 1. Miejscowości podstawowe oraz ich integralne części w administracji gminy Czersk-obszar wiejski | Tabela 1. Miejscowości podstawowe oraz ich integralne części w administracji gminy Czersk-obszar wiejski | Tabela 1. Miejscowości podstawowe oraz ich integralne części w administracji gminy Czersk-obszar wiejski |
| Identyfikator SIMC | Nazwa miejscowości                                                                                       | Rodzaj miejscowości                                                                                      | Położenie geograficzne                                                                                   |
| --- | --- | --- | --- |
| 0082794 | Bagna | wieś | 53°43′45″N 17°59′58″E/53,729167 17,999444                                                                |
| 0082475 | Będźmierowice                                                                                            | wieś | 53°48′13″N 18°03′06″E/53,803611 18,051667                                                                |
| 0082883 | Bielawy                                                                                                  | wieś | 53°49′49″N 17°51′31″E/53,830278 17,858611                                                                |
| 0083256 | Błota | kolonia                                                                                                  | 53°45′55″N 17°47′42″E/53,765278 17,795000                                                                |
| 0082995 | Brda | wieś | 53°41′54″N 17°49′39″E/53,698333 17,827500                                                                |
| 0083078 | Budziska                                                                                                 | wieś | 53°49′15″N 18°00′51″E/53,820833 18,014167                                                                |
| 0083049 | Bukowa Góra                                                                                              | wieś | 53°48′48″N 18°04′31″E/53,813333 18,075278                                                                |
| 0083138 | Cis | część wsi Malachin                                                                                       | 53°48′34″N 17°57′06″E/53,809444 17,951667                                                                |
| 0082713 | Czersk                                                                                                   | osada leśna                                                                                              | 53°47′26″N 17°56′38″E/53,790556 17,943889                                                                |
| 1014145 | Czerska Struga                                                                                           | kolonia                                                                                                  | 53°43′20″N 17°54′03″E/53,722222 17,900833                                                                |
| 0082819 | Dąbki | osada leśna                                                                                              | 53°45′02″N 17°58′44″E/53,750556 17,978889                                                                |
| 0082802 | Dąbki | wieś | 53°44′59″N 17°59′23″E/53,749722 17,989722                                                                |
| 0082481 | Duża Klonia                                                                                              | wieś | 53°46′45″N 17°42′10″E/53,779167 17,702778                                                                |
| 0083262 | Duże Wędoły                                                                                              | kolonia                                                                                                  | 53°46′27″N 17°46′03″E/53,774167 17,767500                                                                |
| 0083486 | Gartki                                                                                                   | kolonia                                                                                                  | 53°42′29″N 17°52′59″E/53,708056 17,883056                                                                |
| 0082541 | Gotelp                                                                                                   | wieś | 53°51′06″N 18°01′11″E/53,851667 18,019722                                                                |
| 0082720 | Gutowiec                                                                                                 | wieś | 53°46′19″N 17°51′06″E/53,771944 17,851667                                                                |
| 0083279 | Jeziórko                                                                                                 | osada leśna                                                                                              | 53°45′34″N 17°49′33″E/53,759444 17,825833                                                                |
| 0082624 | Juńcza                                                                                                   | osada | 53°49′41″N 17°59′17″E/53,828056 17,988056                                                                |
| 0083285 | Kaliska                                                                                                  | kolonia                                                                                                  | 53°45′26″N 17°47′46″E/53,757222 17,796111                                                                |
| 0082618 | Kamionka                                                                                                 | wieś | 53°49′49″N 18°00′26″E/53,830278 18,007222                                                                |
| 0083291 | Karolewo                                                                                                 | kolonia                                                                                                  | 53°44′34″N 17°48′30″E/53,742778 17,808333                                                                |
| 0082937 | Kęsza | wieś | 53°49′09″N 18°05′42″E/53,819167 18,095000                                                                |
| 0082653 | Klaskawa                                                                                                 | wieś | 53°46′54″N 18°03′29″E/53,781667 18,058056                                                                |
| 0082498 | Klonia-Wybudowanie                                                                                       | część wsi Duża Klonia                                                                                    | 53°47′16″N 17°41′08″E/53,787778 17,685556                                                                |
| 0083428 | Klonowice                                                                                                | wieś | 53°52′24″N 18°03′43″E/53,873333 18,061944                                                                |
| 0082736 | Kłodnia                                                                                                  | wieś | 53°47′31″N 17°51′25″E/53,791944 17,856944                                                                |
| 0082825 | Konewki                                                                                                  | wieś | 53°44′49″N 18°01′00″E/53,746944 18,016667                                                                |
| 0083300 | Konigort                                                                                                 | kolonia                                                                                                  | 53°45′48″N 17°44′16″E/53,763333 17,737778                                                                |
| 0082506 | Konigórtek                                                                                               | kolonia                                                                                                  | 53°45′39″N 17°44′10″E/53,760833 17,736111                                                                |
| 0083003 | Kosowa Niwa                                                                                              | osada | 53°42′24″N 17°47′28″E/53,706667 17,791111                                                                |
| 0082630 | Koszary                                                                                                  | kolonia                                                                                                  | 53°49′33″N 17°59′17″E/53,825833 17,988056                                                                |
| 0083470 | Koślinka                                                                                                 | część wsi Zapędowo                                                                                       | 53°43′00″N 17°50′15″E/53,716667 17,837500                                                                |
| 0082682 | Krzyż | wieś | 53°47′44″N 17°52′20″E/53,795556 17,872222                                                                |
| 0082788 | Kurcze                                                                                                   | wieś | 53°44′28″N 18°00′12″E/53,741111 18,003333                                                                |
| 0082742 | Kurkowo                                                                                                  | wieś | 53°45′48″N 17°51′35″E/53,763333 17,859722                                                                |
| 0082877 | Kwieki                                                                                                   | wieś | 53°48′50″N 17°51′46″E/53,813889 17,862778                                                                |
| 0082890 | Lipki | wieś | 53°49′31″N 18°05′27″E/53,825278 18,090833                                                                |
| 0082908 | Lipki Dolne                                                                                              | część wsi Lipki                                                                                          | 53°49′32″N 18°05′18″E/53,825556 18,088333                                                                |
| 0082914 | Lipki Górne                                                                                              | część wsi Lipki                                                                                          | 53°49′39″N 18°05′42″E/53,827500 18,095000                                                                |
| 0083173 | Listewka                                                                                                 | osada leśna                                                                                              | 53°52′05″N 17°57′12″E/53,868056 17,953333                                                                |
| 0083492 | Lutom | osada leśna                                                                                              | 53°42′46″N 17°51′34″E/53,712778 17,859444                                                                |
| 0082989 | Lutom | wieś | 53°42′28″N 17°49′36″E/53,707778 17,826667                                                                |
| 0083500 | Lutomski Most                                                                                            | kolonia                                                                                                  | 53°41′45″N 17°50′45″E/53,695833 17,845833                                                                |
| 0083032 | Łąg | wieś | 53°49′42″N 18°04′12″E/53,828333 18,070000                                                                |
| 0083055 | Łąg-Kolonia                                                                                              | wieś | 53°49′29″N 18°02′25″E/53,824722 18,040278                                                                |
| 0083109 | Łubna | wieś | 53°49′02″N 17°59′17″E/53,817222 17,988056                                                                |
| 0082759 | Łukowo                                                                                                   | osada leśna                                                                                              | 53°46′13″N 17°54′32″E/53,770278 17,908889                                                                |
| 0083115 | Łukowo                                                                                                   | wieś | 53°45′50″N 17°55′55″E/53,763889 17,931944                                                                |
| 0083150 | Malachin                                                                                                 | osada leśna                                                                                              | 53°48′31″N 17°57′03″E/53,808611 17,950833                                                                |
| 0083121 | Malachin                                                                                                 | wieś | 53°48′53″N 17°57′20″E/53,814722 17,955556                                                                |
| 0082512 | Mała Klonia                                                                                              | kolonia                                                                                                  | 53°46′35″N 17°42′11″E/53,776389 17,703056                                                                |
| 0083316 | Małe Wędoły                                                                                              | kolonia                                                                                                  | 53°46′34″N 17°45′09″E/53,776111 17,752500                                                                |
| 0083322 | Młynki                                                                                                   | kolonia                                                                                                  | 53°44′25″N 17°43′17″E/53,740278 17,721389                                                                |
| 0083345 | Modrzejewo                                                                                               | kolonia                                                                                                  | 53°45′49″N 17°45′12″E/53,763611 17,753333                                                                |
| 0083167 | Mokre | wieś | 53°50′20″N 17°56′59″E/53,838889 17,949722                                                                |
| 0082660 | Mosna | wieś | 53°45′28″N 18°03′11″E/53,757778 18,053056                                                                |
| 0082765 | Nieżurawa                                                                                                | kolonia                                                                                                  | 53°47′35″N 17°56′02″E/53,793056 17,933889                                                                |
| 0082564 | Nowa Juńcza                                                                                              | wieś | 53°50′28″N 17°59′38″E/53,841111 17,993889                                                                |
| 0082570 | Nowe Prusy                                                                                               | wieś | 53°50′54″N 18°02′05″E/53,848333 18,034722                                                                |
| 0083517 | Nowy Młyn                                                                                                | kolonia                                                                                                  | 53°41′32″N 17°51′25″E/53,692222 17,856944                                                                |
| 0083180 | Odry | osada leśna                                                                                              | 53°52′28″N 18°00′44″E/53,874444 18,012222                                                                |
| 0083204 | Odry | wieś | 53°53′26″N 18°01′09″E/53,890556 18,019167                                                                |
| 1014151 | Olszyny                                                                                                  | osada leśna                                                                                              | 53°49′05″N 17°48′14″E/53,818056 17,803889                                                                |
| 0083351 | Olszyny                                                                                                  | wieś | 53°49′01″N 17°47′17″E/53,816944 17,788056                                                                |
| 0082831 | Ostrowite                                                                                                | wieś | 53°45′03″N 18°01′54″E/53,750833 18,031667                                                                |
| 0083368 | Ostrowy                                                                                                  | osada leśna                                                                                              | 53°46′57″N 17°46′48″E/53,782500 17,780000                                                                |
| 0083374 | Płecno                                                                                                   | osada leśna                                                                                              | 53°47′42″N 17°49′59″E/53,795000 17,833056                                                                |
| 0083530 | Pod Łąg                                                                                                  | część wsi Złotowo                                                                                        | 53°48′13″N 18°00′23″E/53,803611 18,006389                                                                |
| 0083546 | Pod Łubnę                                                                                                | część wsi Złotowo                                                                                        | 53°48′34″N 17°58′48″E/53,809444 17,980000                                                                |
| 0083552 | Pod Łukowo                                                                                               | część wsi Złotowo                                                                                        | 53°47′03″N 17°57′31″E/53,784167 17,958611                                                                |
| 0083569 | Pod Malachin                                                                                             | część wsi Złotowo                                                                                        | 53°48′31″N 17°57′37″E/53,808611 17,960278                                                                |
| 0083575 | Pod Strugę                                                                                               | część wsi Złotowo                                                                                        | 53°46′51″N 18°00′14″E/53,780833 18,003889                                                                |
| 0083581 | Pod Tucholę                                                                                              | część wsi Złotowo                                                                                        | 53°46′11″N 17°58′33″E/53,769722 17,975833                                                                |
| 0082593 | Polana                                                                                                   | kolonia                                                                                                  | 53°52′15″N 17°58′35″E/53,870833 17,976389                                                                |
| 0082920 | Praga | część wsi Lipki                                                                                          | 53°49′24″N 18°05′48″E/53,823333 18,096667                                                                |
| 0082647 | Przyjaźnia                                                                                               | wieś | 53°50′08″N 18°00′54″E/53,835556 18,015000                                                                |
| 0082587 | Pustki                                                                                                   | wieś | 53°52′19″N 17°59′50″E/53,871944 17,997222                                                                |
| 0083196 | Rówki | kolonia                                                                                                  | 53°50′16″N 17°58′27″E/53,837778 17,974167                                                                |
| 0083380 | Rytel | osada | 53°46′21″N 17°46′58″E/53,772500 17,782778                                                                |
| 0083233 | Rytel | wieś | 53°45′11″N 17°46′31″E/53,753056 17,775278                                                                |
| 0995833 | Rytel-Dworzec                                                                                            | kolonia                                                                                                  | 53°44′52″N 17°43′32″E/53,747778 17,725556                                                                |
| 0995840 | Rytel-Nadleśnictwo                                                                                       | kolonia                                                                                                  | 53°44′56″N 17°43′58″E/53,748889 17,732778                                                                |
| 0082771 | Sienica                                                                                                  | kolonia                                                                                                  | 53°48′34″N 17°52′45″E/53,809444 17,879167                                                                |
| 1066188 | Spierewnik                                                                                               | osada | 53°42′42″N 17°46′06″E/53,711667 17,768333                                                                |
| 0082601 | Stara Juńcza                                                                                             | wieś | 53°50′58″N 17°58′46″E/53,849444 17,979444                                                                |
| 0083084 | Stare Prusy                                                                                              | wieś | 53°50′58″N 18°03′09″E/53,849444 18,052500                                                                |
| 0082707 | Stodółki                                                                                                 | część wsi Krzyż                                                                                          | 53°47′21″N 17°52′42″E/53,789167 17,878333                                                                |
| 0082676 | Struga                                                                                                   | wieś | 53°46′43″N 18°02′10″E/53,778611 18,036111                                                                |
| 0083010 | Suszek                                                                                                   | osada | 53°43′23″N 17°45′37″E/53,723056 17,760278                                                                |
| 0083090 | Szałamaje                                                                                                | wieś | 53°50′29″N 18°03′50″E/53,841389 18,063889                                                                |
| 0082950 | Szyszkowiec                                                                                              | wieś | 53°50′36″N 18°04′24″E/53,843333 18,073333                                                                |
| 0082854 | Twarożnica                                                                                               | osada leśna                                                                                              | 53°45′19″N 17°57′01″E/53,755278 17,950278                                                                |
| 0083397 | Uboga | osada leśna                                                                                              | 53°44′08″N 17°49′09″E/53,735556 17,819167                                                                |
| 0083227 | Uroża | osada leśna                                                                                              | 53°54′11″N 18°00′20″E/53,903056 18,005556                                                                |
| 0082860 | Ustronie                                                                                                 | osada leśna                                                                                              | 53°46′23″N 18°00′33″E/53,773056 18,009167                                                                |
| 0082966 | Wądoły                                                                                                   | wieś | 53°46′39″N 17°45′31″E/53,777500 17,758611                                                                |
| 0082529 | Wędowo                                                                                                   | osada | 53°47′02″N 17°39′36″E/53,783889 17,660000                                                                |
| 0083405 | Wieck | wieś | 53°52′34″N 18°03′59″E/53,876111 18,066389                                                                |
| 0083457 | Wojtal                                                                                                   | osada leśna                                                                                              | 53°54′00″N 18°02′33″E/53,900000 18,042500                                                                |
| 0083440 | Wojtal                                                                                                   | wieś | 53°53′44″N 18°01′54″E/53,895556 18,031667                                                                |
| 0083061 | Wybudowania Łęskie                                                                                       | część wsi Łąg-Kolonia                                                                                    | 53°48′04″N 18°00′52″E/53,801111 18,014444                                                                |
| 0083411 | Wybudowania Wieckie                                                                                      | część wsi Wieck                                                                                          | 53°53′01″N 18°03′18″E/53,883611 18,055000                                                                |
| 0083210 | Wybudowanie Odrowskie                                                                                    | część wsi Odry                                                                                           | 53°53′22″N 18°00′04″E/53,889444 18,001111                                                                |
| 0083144 | Wybudowanie pod Kosobudy                                                                                 | część wsi Malachin                                                                                       | 53°48′12″N 17°56′52″E/53,803333 17,947778                                                                |
| 0083463 | Zapędowo                                                                                                 | wieś | 53°42′09″N 17°51′07″E/53,702500 17,851944                                                                |
| 0082535 | Zapora                                                                                                   | kolonia                                                                                                  | 53°46′37″N 17°43′06″E/53,776944 17,718333                                                                |
| 0083434 | Zawada                                                                                                   | wieś | 53°51′44″N 18°03′05″E/53,862222 18,051389                                                                |
| 0082972 | Złe Mięso                                                                                                | wieś | 53°49′40″N 18°06′27″E/53,827778 18,107500                                                                |
| 0083523 | Złotowo                                                                                                  | wieś | 53°46′59″N 17°59′36″E/53,783056 17,993333                                                                |
| 0083026 | Żukowo                                                                                                   | wieś | 53°43′14″N 17°48′41″E/53,720556 17,811389                                                                |
| Źródła: Wykaz urzędowych nazw miejscowości i ich części (xls),Dz.U. z 2013 r. poz. 200 oraz Dz.U. z 2015 r. poz. 1636, Zbiory danych państwowego rejestru nazw geograficznych -2025-03-24 | | | |

## Demografia
Dane z 30 czerwca 2004 roku:
| Opis                              | Ogółem | Ogółem | Kobiety | Kobiety | Mężczyźni | Mężczyźni |
| --------------------------------- | ------ | ------ | ------- | ------- | --------- | --------- |
| jednostka                         | osób   | %      | osób    | %       | osób      | %         |
| populacja                         | 20 380 | 100    | 10 206  | 50,1    | 10 174    | 49,9      |
| gęstość zaludnienia (mieszk./km²) | 53,7   | 53,7   | 26,9    | 26,9    | 26,8      | 26,8      |

- Piramida wieku mieszkańców gminy Czersk w 2014 roku[1]:

## Pozostałe miejscowości niesołeckie
Badzianko, Bagna, Bielawy, Błota, Brda, Budziska, Bukowa Góra, Cegielnia, Czersk (leśniczówka), Czerska Struga, Dąbki, Dąbki (leśniczówka), Duża Klonia, Duże Wędoły, Gartki, Jeziórko, Juńcza, Kaliska, Kameron, Kamionka, Karolewo, Kęsza, Klonowice, Kłodnia, Konewki, Konigort, Konigórtek, Kosowa Niwa, Koszary, Koślinka, Kurkowo, Kwieki, Listewka, Lutom, Lutom (leśniczówka), Lutomski Most, Łukowo, Łukowo (leśniczówka), Malachin (leśniczówka), Mała Klonia, Małe Wędoły, Młynki, Modrzejewo, Mosna, Nieżurawa, Nowa Juńcza, Nowe Prusy, Nowy Młyn, Odry (leśniczówka), Olszyny, Olszyny (osada leśna), Ostrowite, Ostrowy, Płecno, Pod Łąg, Pod Łubnę, Polana, Przyjaźnia, Pustki, Rówki, Rytel (osada), Rytel-Dworzec, Rytel-Nadleśnictwo, Rytel Zarzecze, Sienica, Spierewnik, Stara Juńcza, Stare Prusy, Struga, Stodółki, Suszek, Szałamaje, Szary Kierz, Szyszkowiec, Twarożnica, Uboga, Uroża, Ustronie, Wądoły, Wędowo, Wojtal, Wojtal (gajówka), Zapora, Zawada, Złe Mięso, Żukowo.

## Infrastruktura

### Transport kolejowy
Przez miasto i gminę przebiegają trzy linie kolejowe, z obsługującymi gminę stacjami i przystankami kolejowymi:
| Nazwa i przebieg linii                               | Stacje i przystanki kolejowe na terenie gminy |
| ---------------------------------------------------- | --------------------------------------------- |
| linia kolejowa nr 203 z Tczewa do Kostrzyna nad Odrą | Łąg, Czersk, Gutowiec, Rytel Wieś, Rytel      |
| linia kolejowa nr 215 z Laskowic Pomorskich do Bąka  | Będźmirowice, Czersk                          |
| linia kolejowa nr 201z Nowej Wsi Wielkiej do Gdyni   | Łąg Południowy, Szałamaje, Wojtal             |

### Transport drogowy
Przez teren miasta i gminy przebiegają następujące drogi:
- Drogi krajowe:
  -  Grzechotki – Malbork – Starogard Gdański – Czarna Woda - Czersk - Chojnice – Człuchów – Wałcz – Gorzów Wielkopolski – Kostrzyn nad Odrą (główna droga przebiegająca przez miasto i gminę - popularnie zwana Berlinką), stanowiąca połączenie Czerska z Trójmiastem i Piłą i Koszalinem.
- Drogi wojewódzkie
  -  Mąkowarsko – Tuchola - Czersk, stanowiąca połączenie z Bydgoszczą.

Komunikację autobusową w Czersku i okolicy zapewniają przedsiębiorstwa PKS Chojnice i PKS Starogard Gdański. Miasto posiada bezpośrednie połączenia autobusowe z Gdańskiem, Bydgoszczą, Chojnicami, Tucholą, Starogardem Gdańskim, Tczewem, Czarną Wodą oraz mniejszymi miejscowościami w bliskiej okolicy.

### Transport wodny
W zasadzie słabo rozwinięty, przez gminę przepływa Czerska Struga (rzeka) nadająca się jedynie na odcinkach do uprawiania turystyki kajakowej.

## Ochrona przyrody
- Rezerwat przyrody Cisy nad Czerską Strugą
- Rezerwat przyrody Kręgi Kamienne
- Rezerwat przyrody Mętne
- Rezerwat przyrody Ustronie
- Tucholski Park Krajobrazowy

## Sąsiednie gminy
Brusy, Chojnice, Czarna Woda, Kaliska, Karsin, Osieczna, Stara Kiszewa, Śliwice, Tuchola